# Сани Алекса
Александра Апостолова, по-известна с артистичното име Сани Алекса, е българска певица. Участничка в музикалното шоу „Екс Фактор“. Тя се класира на финала и заема 3-то място.

## Биография и творчество
Сани Алекса е родена под името Александра Николова Апостолова 25 януари 1981 в Пловдив. Стилове които пее: R&B, Soul, Pop, Gospel. Израства в семейство на музикант. Баща ѝ Никола Апостолов е професионален музикант, работещи и живеещ в Швеция от 2000 г. Още от съвсем малка показва заложби и пее с баща си понякога, като основните нейни вдъхновители са Stevie Wonder, George Benson, Tata Vega, Luther Vandross, Whitney Houston, Mariah Carey, и много други соул изпълнители.
Поема пътя на баща си и от 18-годишна пее в dance Shows програми по света. Едва след 10-годишно пътешествие тя решава да се върне в България, за да поеме пътя на солова кариера. Не след дълго тя записва и първия си сингъл „Always Remember“ по музика на Красимир Гюлмезов и текст на баща ѝ. Песента не стига веднага до широката публика в тв програма, но влиза в класацията на радио Хоризонт през месец септември 2010 г.
Участва в радио предавания, където пускат и други нейни изпълнения на Hello (Lionel Richie), Dance with my father (Luther Vandross), You've got away (Shania Twain), но изпети в неин вариант в soul R&B стил. През 2011 г. стига до финала на първия Х Фактор в България.
След няколко месеца издава две песни с два видеоклипа. Първият „В този клуб“ Sanny Alexa с участието на Bobo – е самостоятелен и с участието на рапъра Бобо. Видеото към сингъла се появява на 8 октомври същата година. Другият ѝ е с рап групата Touch Down с участието на Sanny Alexa – Imma model.
Алекса разкрива, че е бисексуална през 2011 г.
През 2013 г. певицата издава новият си хит с участието на рап изпълнителят F.O.